# El Guedid
El Guedid (em árabe: القديد) é uma cidade e comuna localizada na província de Djelfa, Argélia. De acordo com o censo de 2008, a população total da cidade era de 12 833 habitantes.